# Gangavara Chowdappana Halli, Devanahalli
Gangavara Chowdappana Halli là một làng thuộc tehsil Devanahalli, huyện Bangalore Rural, bang Karnataka, Ấn Độ.